# Meshari

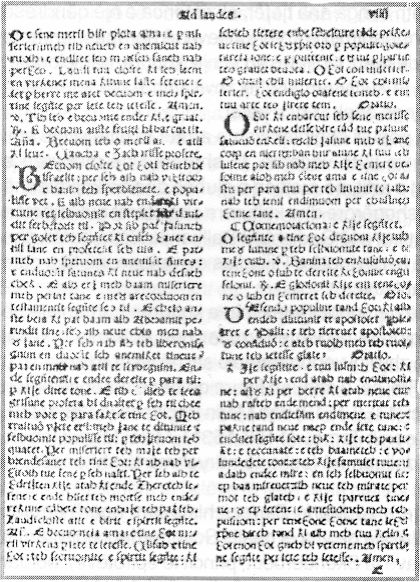
Fragment din Meshari de Gjon Buzuku.

Meshari (termen albanez pentru "Carte de rugăciuni") este cea mai veche carte publicată în limba albaneză. Cartea a fost scrisă de Gjon Buzuku, un cleric catolic în 1555. Ea are 188 de pagini și este scrisă pe două coloane. Meshari este formată din traducerea părților principale ale liturghiei catolice în limba albaneză. Ea conține liturghiile de la principalele sărbători ale anului, comentarii din cartea de rugăciuni, extrase din Biblie precum și extrase din cărțile de ritual și din catehism. A fost scrisă pentru a-i ajuta pe creștini să se roage zilnic. Singura copie originală cunoscută a cărții se află în prezent în Biblioteca de la Vatican.
Meshari este scrisă în dialectul albanez gheg cu alfabet latin, cu o literă (ћ) din alfabetul chirilic și cu unele litere modificate. Cartea are un vocabular bogat, iar ortografia sa și formele gramaticale par să fie sigure, ceea ce indică o tradiție mai veche a scrierii în limba albaneză. Dialectul folosit în Meshari a fost unul dintre subiectele principale ale lucrărilor științifice publicate de Selman Riza.

## Descoperirea cărții
Meshari a fost descoperită în 1740 de Gjon Nikollë Kazazi, apoi pierdută și redescoperită în 1909. În 1930, cartea a fost fotocopiată pentru prima dată de preotul Justin Rrota, care a adus o copie în Albania. În 1968 ea a fost publicată cu transliterări și comentarii realizate de lingviști.

Dedesubt se află primul paragraf din introducerea la Meshari, scrisă de Buzuku:

Eu, Gjon, fiul lui Benedict Buzuku, dând-mi seama adesea că nu există nimic inteligibil din Sfintele Scripturi în limba noastră, am dorit de dragul poporului nostru să încerc, în măsura în care am fost în stare, să luminez mintea celor care înțeleg, astfel încât ei să înțeleagă cât de mare, puternic și iertător este Domnul nostru cu cei care îl iubesc din toată inima lor. Vă implor începând de azi să mergeți mai des la biserică ca să auziți cuvântul lui Dumnezeu. Dacă veți face acest lucru, poate că Domnul va avea milă de voi. Cei care au suferit până acum nu mai trebuie să sufere. Fie ca voi să fiți aleșii Domnului. El va fi cu voi în orice moment, dacă veți urmări dreptatea și veți evita nelegiuirea. Făcând aceasta, Domnul vă va da o bună creștere, iar recolta va dura până la culesul viilor și culesul viei va dura până la momentul semănatului. Eu, mai mult decât atât, doresc să-mi termin lucrarea dacă ea va fi plăcută lui Dumnezeu. Am început-o în anul 1554 în cea de-a 12-a zi a lui august și am terminat-o în anul 1555 în cea de-a 12-a zi a lui august. În cazul în care din întâmplare au fost făcute greșeli pe undeva, îi rog și îi implor pe cei care sunt mai învățați decât mine să le corecteze. Nu ar trebui să fiu surprins dacă am făcut greșeli, aceasta fiind prima lucrare, mare și dificil de tradus în limba noastră. Cei care au tipărit-o au avut mari dificultăți și, prin urmare, nu au putut să nu facă greșeli, pentru că eu nu am putut să fiu cu ei tot timpul. Conducând o biserică, a trebuit să slujesc în două locuri. Și acum vă rog pe voi toți să vă rugați lui Dumnezeu pentru mine.